# 中川幸太郎
中川幸太郎（1969年2月7日—）是一位日本作曲家及編曲家。畢業於東京藝術大學音樂學部作曲科及同大學院的音樂研究科。中川曾為動畫（包括電影、以及連載）、特攝、戲劇、以及廣告寫曲。弟為長號演奏家中川英二郎、父為小號演奏家中川喜弘、叔父為單簧管演奏家中川武與長號演奏家中川敦嗣。
他的作品包括魍魎游擊隊、超能奇兵、不可思議星球的雙胞胎公主、索斯機械獸V、Code Geass 反叛的魯路修、以及特攝作品百獸戰隊牙吠連者及轟轟戰隊冒險者。

## 主要作品

### 動畫
- きこちゃんすまいる（1996年）
- 魍魎游擊隊（1998年、2000年）
- 超能奇兵（2001年）
- 惑星奇航（2003年）
- Phantom -PHANTOM THE ANIMATION-（2004年）
- 變形金剛：超能連結（2004年）（只限主題歌編曲）
- 不可思議星球的雙胞胎公主（2005年）
- 索斯機械獸V（2005年）
- 槍與劍（2005年）
- Code Geass 反叛的魯路修（2006年）
- 劇場版 動物之森（2006年）（配器師）
- 旋風管家（2007年）
- BAMBOO BLADE（2007年）（只有插曲『超剣戦隊ブレードブレイバー』）
- MAJOR 4th season（2008年）
- 楚楚可憐超能少女組（2008年）
- Code Geass 反叛的魯路修R2（2008年）
- 棒球大聯盟劇場版 友情的一球（2008年）
- 神幻拍檔（2009年）
- 旋風管家 2nd Season（2009年）
- GOSICK（2011年）
- 魔法小惡魔（2011年）
- Code Geass 反叛的魯路修 娜娜莉夢遊仙境（2012年、與黑石瞳共同）
- 妖狐×僕SS（2012年）
- 楚楚可憐超能少女組 THE UNLIMITED 兵部京介（2013年）
- DEVIL SURVIVOR 2 the ANIMATION（2013年）
- 斯特拉女學院高等科C3部（2013年）
- 遊戲王ARC-V（2014年）
- 白銀的意志 ARGEVOLLEN（2014年）
- 監獄學園（2015年）
- 落第騎士英雄譚（2015年）
- Active Raid－机动强袭室第八系－（2016年）
- 数码宝贝宇宙-应用怪兽（2016年）
- 博多豚骨拉面团（2018年）
- 風都偵探（2022年）
- 全员逃走中 -终极任务-（2023年）
- 英雄教室（2023年）

### 特攝
- 未來戰隊時間連者（2000年）（只限插曲作曲及編曲）
- 百獸戰隊牙吠連者（2001年）
- 假面騎士555（2003年）（只限主題歌編曲）
- 轟轟戰隊冒險者（2006年）
- 假面騎士DECADE（2009年）（與鳴瀨修平共同合作）
- 假面騎士W（2009年）（與鳴瀨修平共同合作）
- 假面騎士OOO（2010年）
- 假面騎士Wizard（2012年）
- 假面騎士Drive（2014年）（與鳴瀨修平共同合作）

### 電視劇
- 緋之稜線（1998年）
- 女同士（2000年）
- 笑顏的法則（2003年）
- 牡丹與薔薇（2004年）
- 冬之輪舞（2005年）

### 廣告
- 日本VICTOR「HOME VIDEO」
- 豐田汽車「CRESTA」
- 獅王「PC Clinica」
- 三菱銀行「迪士尼角色計劃」
- 索尼公司「キララバッソ」
- 花王「ビブレ・メンズビブレ」
- 大發工業「MIRA」
- 味之素「HOT一系列」
- 象印「PAO」
- Panasonic「Let's Note」
- 三菱汽車「ToppoBJ Aero」
- National電子Range「Elec-san」
- 明治製菓「GALBO」巧克力

## 關連項目
- 谷口悟朗
- 日笠淳
- 冬木透